# Jasynuvatský rajón
Jasynuvatský rajón (ukrajinsky Ясинуватський район) byl rajón v Doněcké oblasti na Ukrajině. Hlavním městem byla Jasynuvata a rajón měl přibližně 28 tisíc obyvatel. 

## Sídla v rajónu
- Jasynuvata
- Keramik
- Očeretyne
- Verchňotorecke
- Želanne